# The Diary
The Diary to wysoko oceniony 3 solowy album Scarface’a. Album zaliczył debiut na drugim miejscu Listy Billboard 200. The Diary dostało maksymalne noty w dwóch najważniejszych magazynach hip-hopowych w Stanach – The Source oraz XXL. Album promują dwa single I Seen a Man Die oraz Hand of the Dead Body.

## Lista utworów
1. Intro
2. The White Sheet
3. No Tears
4. Jesse James
5. G's
6. I Seen a Man Die
7. One
8. Goin' Down
9. One Time
10. Hand of the Dead Body (featuring Ice Cube)
11. Mind Playin Tricks On Me '94
12. The Diary
13. Outro

## Single
1. I Seen a Man Die
2. Hand of the Dead Body